# Gustavo Morínigo
Gustavo Morínigo, de son nom complet Gustavo Eliseo Morínigo Vázquez, est un footballeur paraguayen né le 23 janvier 1977 à Coronel Blas Garay. Il évoluait au poste de milieu reconverti entraîneur.

## Biographie
International, il reçoit 18 sélections en équipe du Paraguay de 2001 à 2005. Il participe à la Coupe du monde 2002.

## Palmarès

### En tant que joueur
- Vainqueur du Tournoi de clôture du championnat du Paraguay en 2011 avec le Club Nacional

### En tant qu'entraîneur
- Vainqueur du Tournoi d'ouverture du championnat du Paraguay en 2013 avec le Club Nacional